# Бад Колберг-Хелдбург
Бад Колберг-Хелдбург (њем. Bad Colberg-Heldburg) град је у њемачкој савезној држави Тирингија. Једно је од 43 општинска средишта округа Хилдбургхаузен. Према процјени из 2010. у граду је живјело 2.170 становника. Посједује регионалну шифру (AGS) 16069002.

## Географски и демографски подаци
Бад Колберг-Хелдбург се налази у савезној држави Тирингија у округу Хилдбургхаузен. Град се налази на надморској висини од 299 метара. Површина општине износи 53,4 km². У самом граду је, према процјени из 2010. године, живјело 2.170 становника. Просјечна густина становништва износи 41 становника/km².